# آيت توزين (قبيلة)
قبيلة آيت توزين (بالتيفيناغ ⴰⵢⵜ ⵜⵓⵣⵉⵏ) من القبائل الأمازيغية الريفية النفزية الواقعة في إقليم الدريوش والتابعة لدائرة الريف ومركزها ميضار، وتحدها شرقا قبيلة تفرسيت و قبيلة مطالسة، وشمالا قبيلة تمسمان، وغربا قبيلة بني ورياغل، وجنوبا قبيلة كزناية، وقد اشتهرت قبيلة أيت توزين بمساهمتها في تأسيس جيش التحرير سنة 1954 وكانت من ضمن مثلث الموت المحارب ضد الاستعمار الاسباني، وتتوفر اراضي بني توزين على محمية طبيعية سياحية رائعة جنوب مدينة ميضار
وتنقسم بني توزين حاليا حسب التقسيم الجماعي إلى الأقسام التالية:
- ايت بويري
- ايت ملول
- ايت عمران
- ايت علـي
- ايت محسان

## تقسيم القبيلة القديم
التقسيم القديم للقبيلة مغاير للتقسيم الحالي وكان على الشكل التالي:
- ايغربين : ومن مداشرهم

o      أيت إبراهيم اوعلا : ومن مداشرهم، ايبوبسين – ايبواكيلن - ايبردعان
o      أيت القاسم : ومن مداشرهم، ايحردومن – ايبوحرغامن – ايمساتلن – ايحاريون
o      بني بولري : ومن مداشرهم، ايشملالن – ايماروشن – ايتولالين – ايمديون
o      ايزناكين : ومن مداشرهم، ايختوتين – ايحوزين
o      ايت وانكيش : ومن مداشرهم، أيت بوغازي – أيت بومضور
o      بني ملول : ومن مداشرهم، أيت رحو – أيت حمو – أيت عجوزة – ايمربطين
- بني تابان : ومن مداشرهم

o      تافاديست
o      ايغردوحن
o      أيت الظاهر: ومن مداشرهم أهل الزاوية
o      أيت عمران
- أهل اتسافت : ومن مداشرهم

o      بني يحيى : ومن مداشرهم، ايجعونن – أيت تالمغايت – تيزرى لقضا
o      أيت العالي : ومن مداشرهم، ايزوكارن – ايحادوتن
o      أيت زيان : ومن مداشرهم، أعثمانن – أيت المهدي
- ايحادوتن : ومن مداشرهم

o      أيت وعراس: ومن مداشرهم، أيت الحاج عمار
o      ايرزوكن: ومن مداشرهم، أيت بن محمد – أيت جعا
o      أيت حند اوعمرو: ومن مداشرهم، ايعساتن
o      ايغرمواس: ومن مداشرهم، أيت الدشر – ايجراين – أيت تارينت – عين سباونت
o      بني حسن : ومن مداشرهم، أيت تالهة – أيت حمو اولحسن
- أيت صاكا : ومن مداشرهم

o      ايناحين: ومن مداشرهم، أيت الحسن سامر – ايرزوكن
o      ايورديجن: ومن مداشرهم، ايشعيبين – ايخيارن – ايبتارين
o      بني بوتقباش: ومن مداشرهم، ايبولحفاتن – ايبوشيحافن – ايبومارين – ايحادوتن – أيت ايزراي
o      ايمنيلن : ومن مداشرهم، ايبويعادن – ايقاقريون – ايسلاميتن
o      بني ميليك : ومن مداشرهم، أيت بوبراهيم – ايجتارن – عين تامارت
o      ايحادوشن : ومن مداشرهم، أيت بوديلب – أيت تارزوت

## من تاريخ القبيلة
ورد ذكر قبيلة بني توزين في كتاب وصف افريقيا للرحالة الحسن الوزان الشهير باسم ليون الافريقي، وذلك خلال رحلته المؤرخة سنة 920هـ / 1515م فقال: يتاخم هذا الجبل مرتفعات زغنغن من جهة الجنوب، ويمتد على مسافة نحو 10 أميال بين صحراء كرط ونهر النكور، ولهذه الكتلة الجبلية نحو 16 ميلا، تحيط بها السهول من جهة، والسكان أحرار يزرعون أرضهم دون أداء أية إتاوة، لا لقائد تزوطة، ولا لأمير أمجاو، ولا لأمير بادس، لأن عندهم من الفرسان ضعف ما عند هؤلاء الثلاثة جميعا، فضلا عمّا لهم من دالة على أمير أمجاو بسبب مساعدتهم إياه في تقلد إمارته، ويجاملهم أيضا ملك فاس لأنهم أصدقاء أسرته منذ القديم قبل أن تصبح أسرة مالكة
لذلك فإن أحد هؤلاء الجبليين، وهو رجل عالم ذو مكانة كبيرة كان يشتغل بمهمة وكيل بفاس، واستطاع أن يصون حرية مواطنيه، إذ كثيرا ما كان يذكّر الملك بفضائل أجداده، وكانت هذه الصداقة مع بني مرين أكبر من ذلك أيضا في الزمن القديم لأن أم السلطان أبي سعيد المريني ثالث ملوك هذه الدولة، كانت بنت وجيه كبير من هذا الجبل. انتهى
(يضيف المحقق: يبدو أن أم أبي سعيد المريني المولود عام 975هـ / 1276م هي عائشة بنت أحد رؤساء أعراب الخلط) .

## المدن و القرى
قبيلة ريفية تستوطن جبال الريف بإقليم الناظور، وتحدها قبائل تمسمان، وتفرسيت، ومطالسة، وكزناية، وبني ورياغل، ولسان أهلها اللغة الريفية الأمازيغية، أحد مراكزها سوق عزيب ميضار، وتقع في أراضيها معالم دينية عديدة من مساجد وزوايا ومشاهد وكتاتيب قرآنية
وتنقسم بني توزين إلى خمس فرق هي:
- إغربييْن : تضم 28 مدشرا
- آيت اتسافت : تضم 14 مدشرا
- بني بلعيز : تضم 21 مدشرا
- بني عكي : تضم 14 مدشرا
- بني تعبان : تضم 7 مدشرا
من أهم المدن والقرى المتواجدة على أرض قبيلة آيت توزين نذكر: مدينة ميضار، قاسيطة، أزلاف ،إفرني و قرى عديدة أخرى مثل:
– ايبوعكيلن
– راعري نوشن
– ايبواعدين
– ايماشوحن
– سفيور 
– أحفير
– ثيمدغارث
– أرما
– أفوراس
– وعمان
– بومكريم
- باينتي

## الجماعات
و تضمن قبيلة بني توزين جماعة حضرية واحدة و أربع جماعات قروية  هي كالتالي:
الجماعات الحضرية :
- جماعة ميضار

الجماعات القروية :
- جماعة أزلاف
- جماعة تسافت
- جماعة إفرني
- جماعة إجرماواس